# Église Saint-Germain de Varaize
L'église Saint-Germain est une église catholique située à Varaize, en France.

## Localisation
L'église est située dans le département français de la Charente-Maritime, sur la commune de Varaize.

## Protection
L'église Saint-Germain est classée au titre des monuments historiques en 1908.